# Ernst Schmucker (Eishockeyspieler)
Ernst Schmucker ist ein ehemaliger österreichischer Eishockeyspieler.

## Karriere
Ernst Schmucker spielte erst für den Pötzleinsdorfer Sport Klub und von 1932 bis 1933 für den EK Engelmann Wien.
International spielte er für die österreichische Eishockeynationalmannschaft bei der Eishockey-Europameisterschaft 1929 und der Eishockey-Weltmeisterschaft 1930.